# محمد عباس‌پور
محمد عباس‌پور (زادهٔ ۱۳۳۳ در شوط) نماینده حوزه انتخابیه ماکو و شوط و پلدشت و چالدران دردورهٔ چهارم و دورهٔ ششم بوده‌است. وی همچنین نماینده حوزه انتخابیه ارومیه در دورهٔ هفتم مجلس شورای اسلامی بوده‌است.